# Buick Electra
O Electra é um modelo de porte grande da Buick.

## Galeria

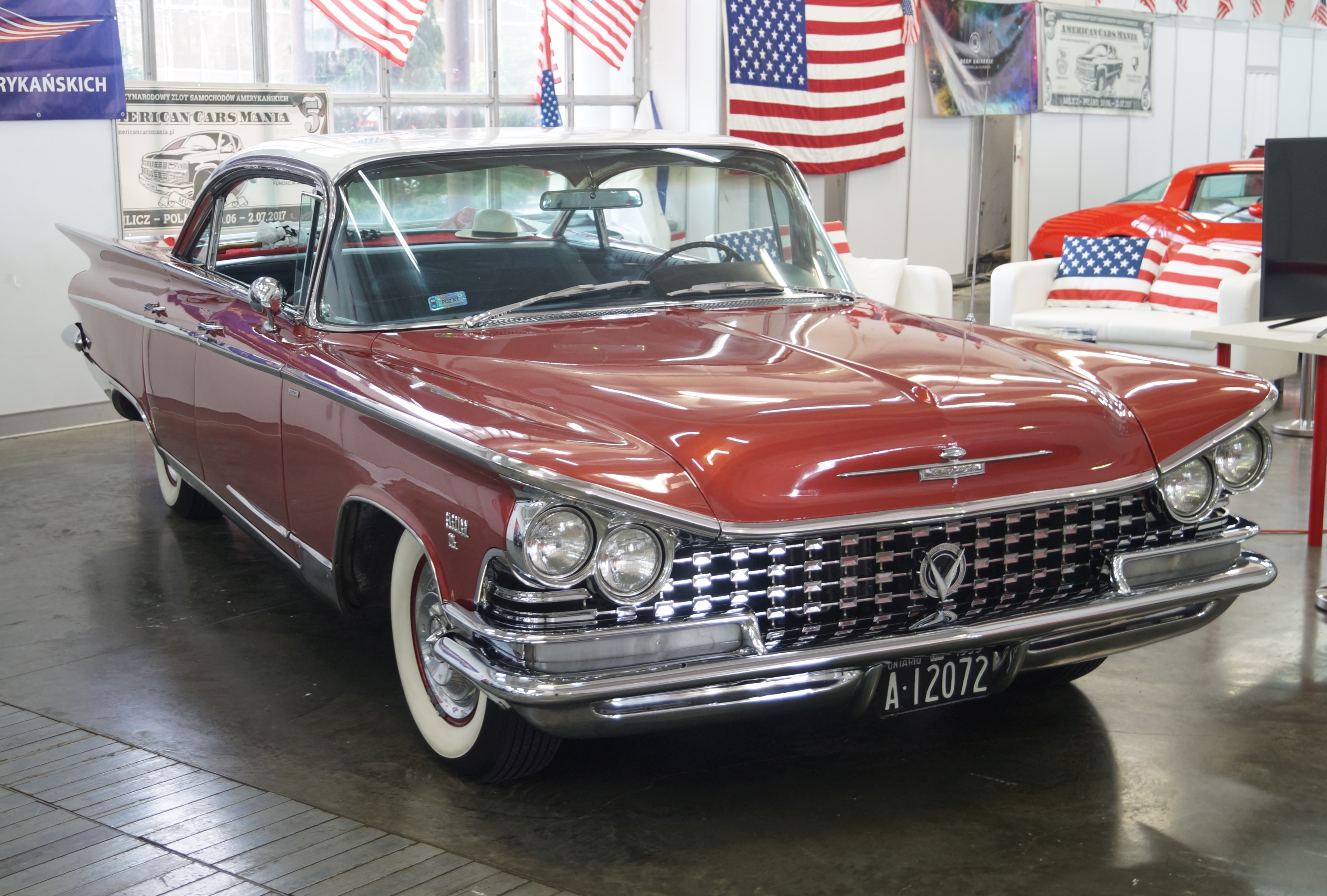
Buick Electra 1ª geração 1959-1960
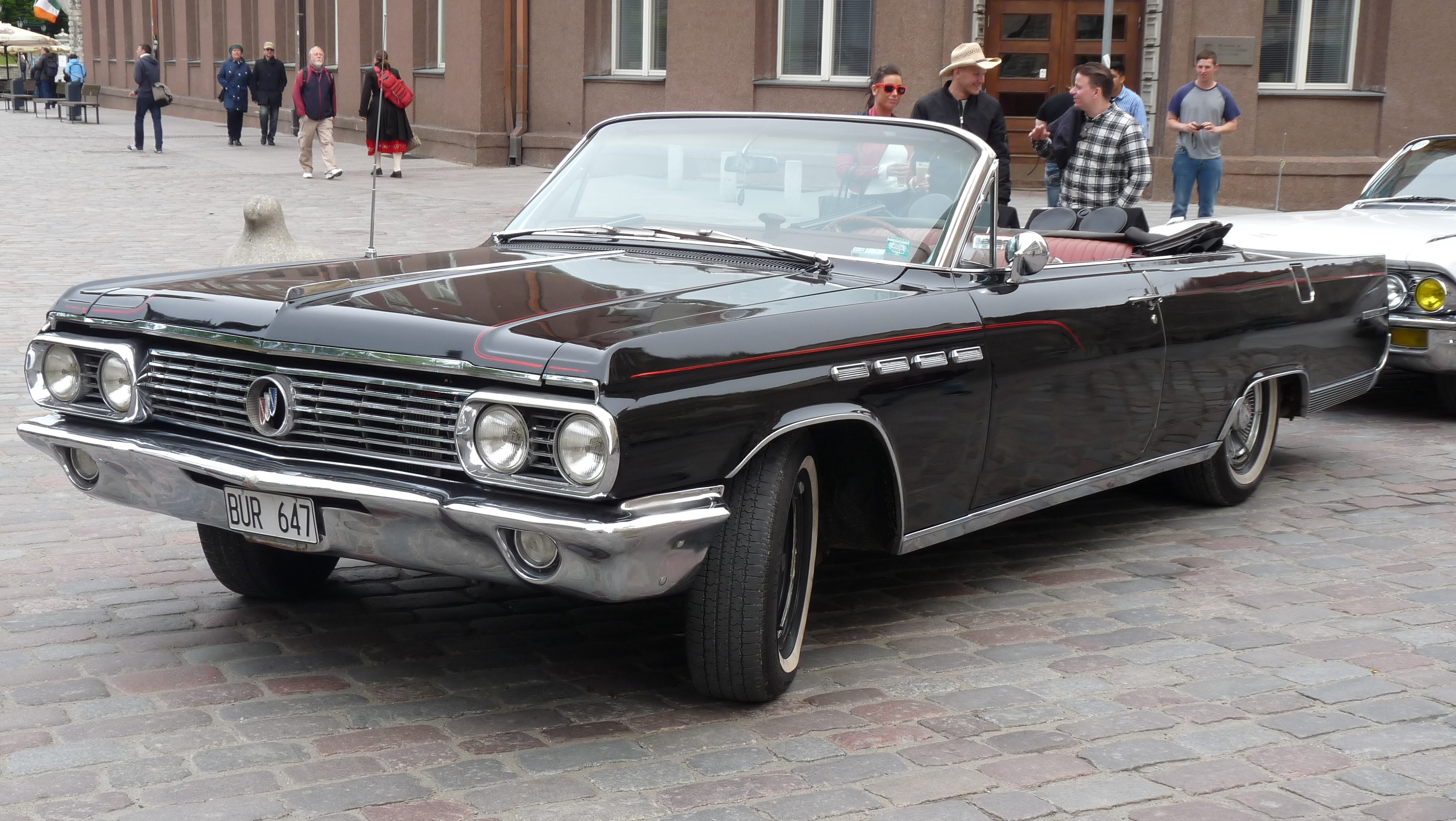
Buick Electra 2ª geração 1961-1964
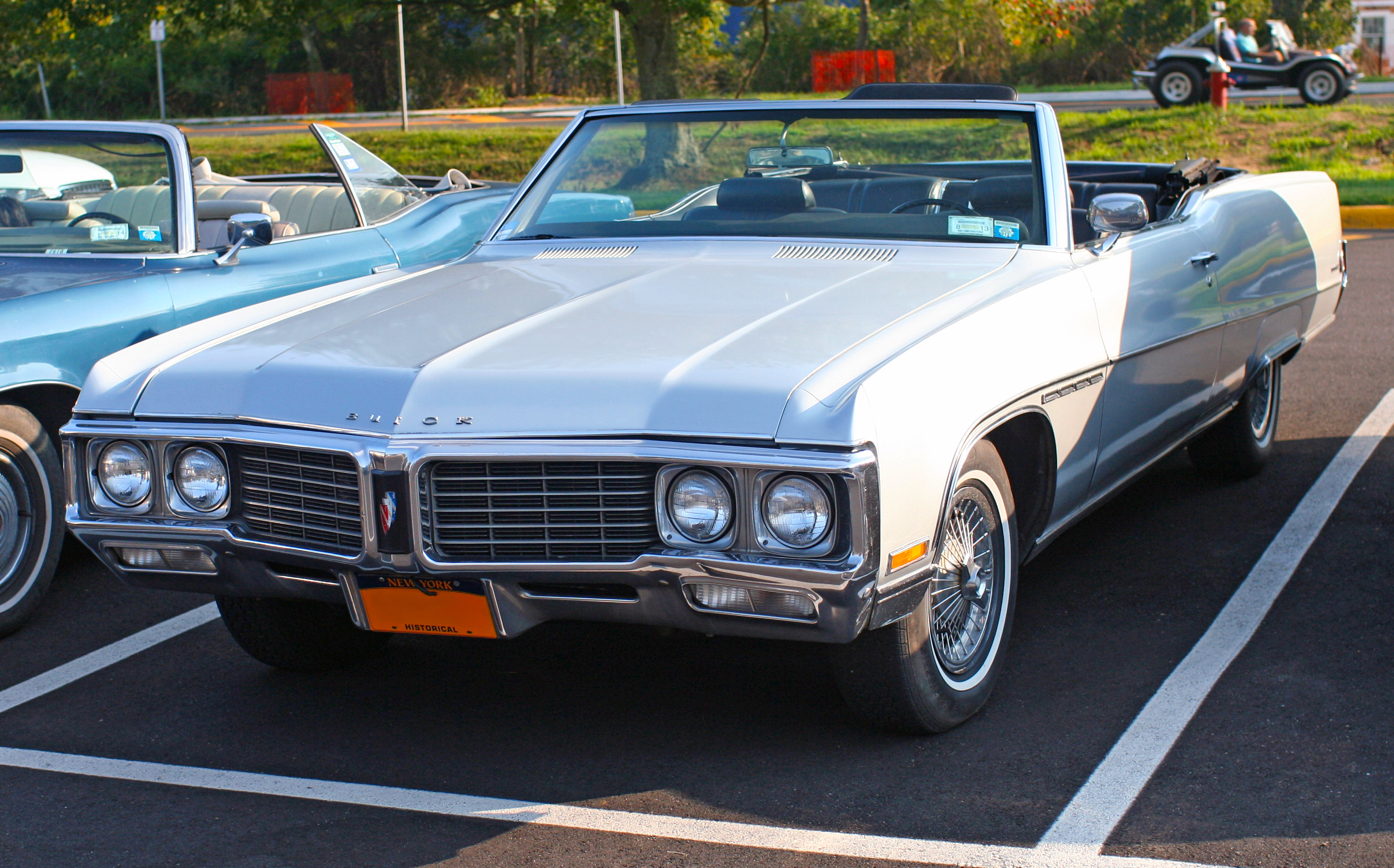
Buick Electra 3ª geração 1965-1970
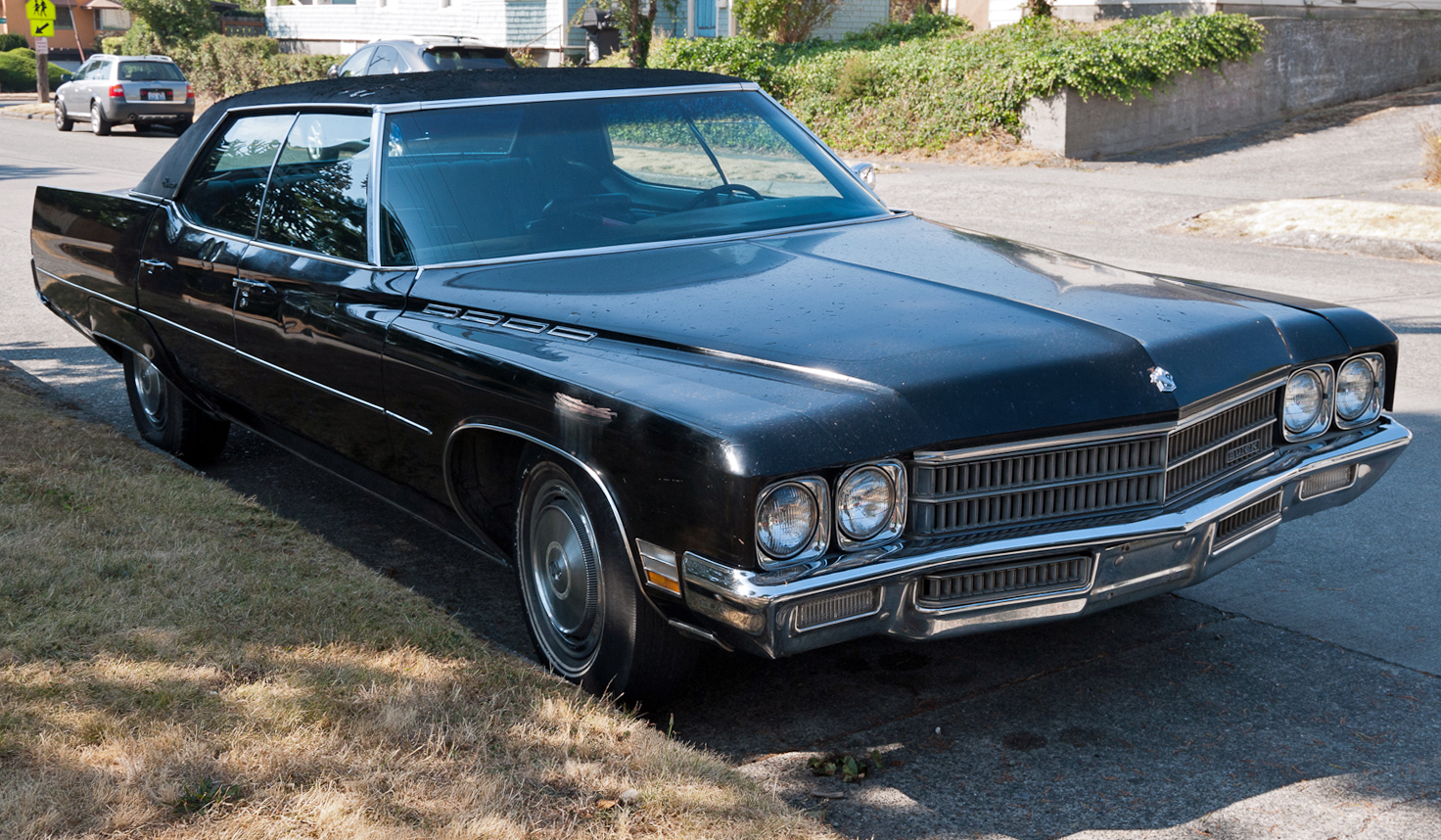
Buick Electra 4ª geração 1971-1976
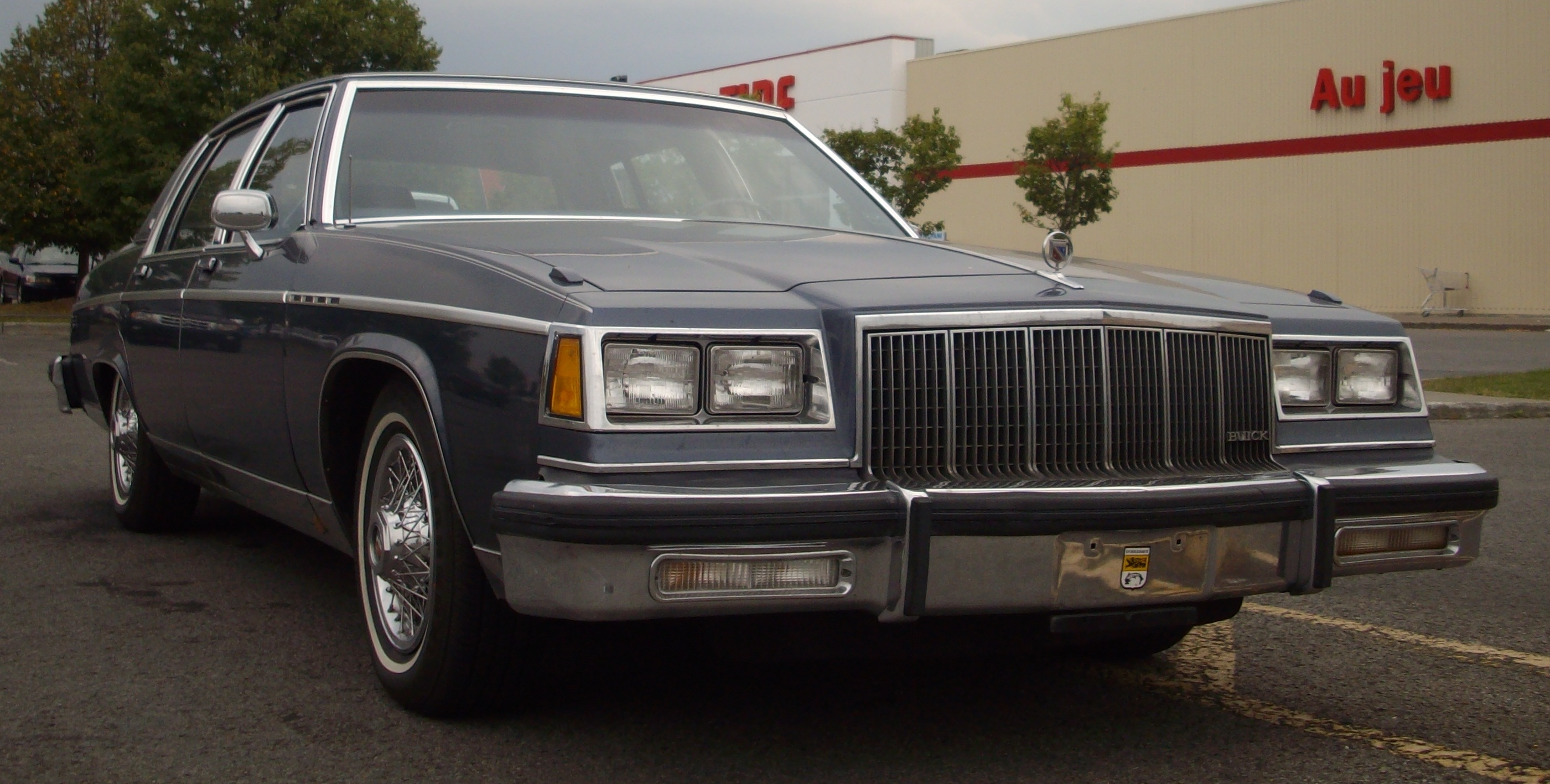
Buick Electra 5ª geração 1977-1984
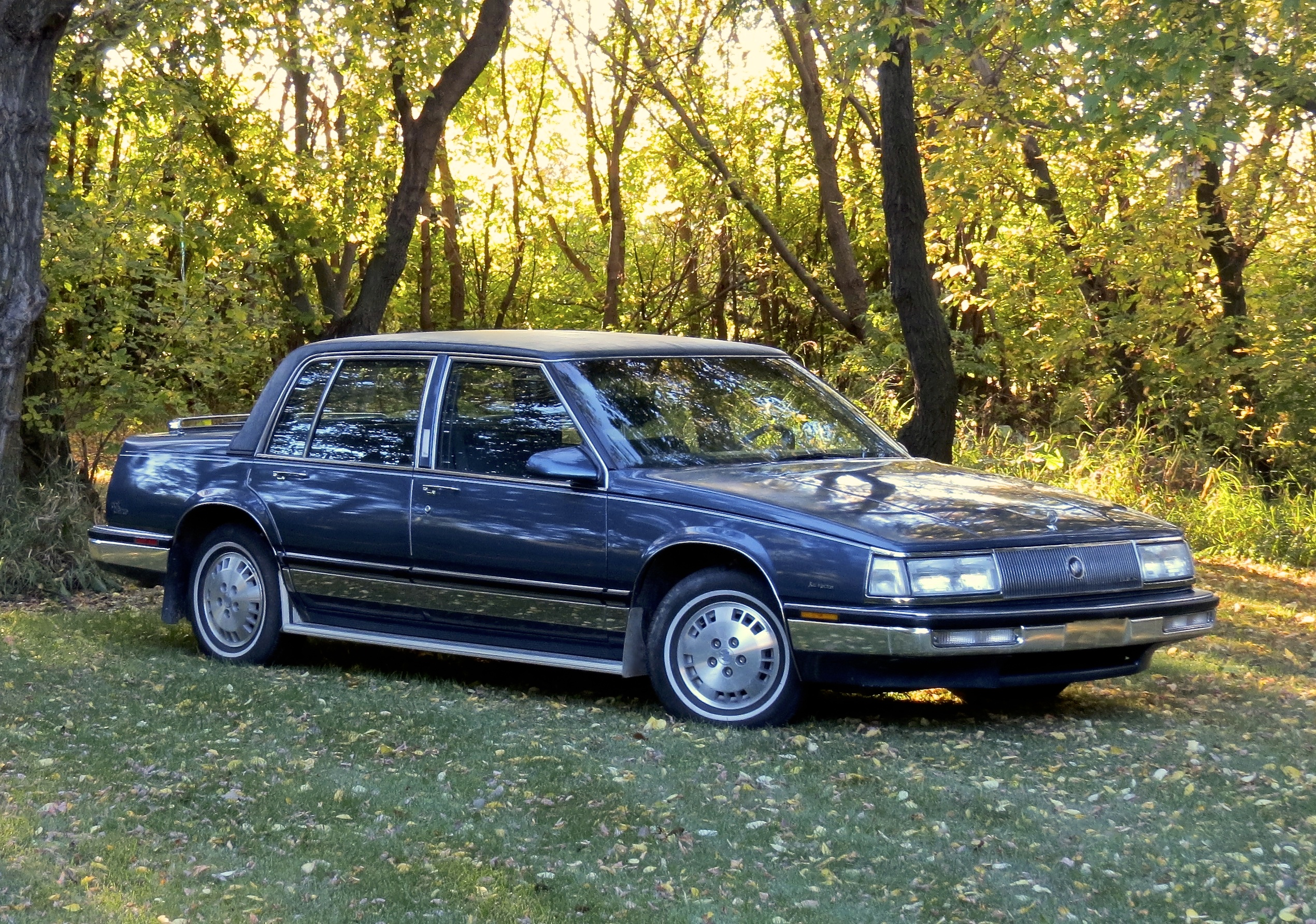
Buick Electra 6ª geração 1985-1990